# Madonna del parto
De Madonna del parto is een fresco van de Italiaanse renaissanceschilder Piero della Francesca, voltooid rond 1460. Het bevindt zich in het Museo della Madonna del Parto (een voormalige basisschool) in Monterchi, Toscane, Italië.
Het fresco werd geschilderd in zeven dagen met kleurstof van zeer hoge kwaliteit. Het bevat onder meer veel blu oltremare, verkregen uit lapis lazuli dat door de Republiek Venetië was geïmporteerd uit Afghanistan.
Het fresco bevond zich aanvankelijk in de Santa Maria di Momentana (voorheen Santa Maria in Silvis), een kerk op het platteland bij het heuvelstadje Monterchi. Nadat de kerk in 1785 was ingestort door een aardbeving, werd het werk, losgemaakt van de muur, verplaatst naar boven het hoofdaltaar van de nieuwe kerkhofkapel. In 1992 werd het verplaatst naar zijn huidige locatie in Monterchi. Pas in 1889 is het fresco toegeschreven aan Piero della Francesca. Het schilderij wordt gedateerd tussen 1450 en 1475. De zestiende-eeuwse kunstenaar en schrijver Giorgio Vasari schreef dat het werd voltooid in 1459, toen Piero della Francesca in zijn geboortestad Sansepolcro (ca. 15 km van Monterchi) was om zijn stervende moeder te bezoeken.
Het fresco speelt een belangrijke rol in Richard Hayers roman "Visus" en in Andrej Tarkovski's film Nostalghia.

## Beschrijving

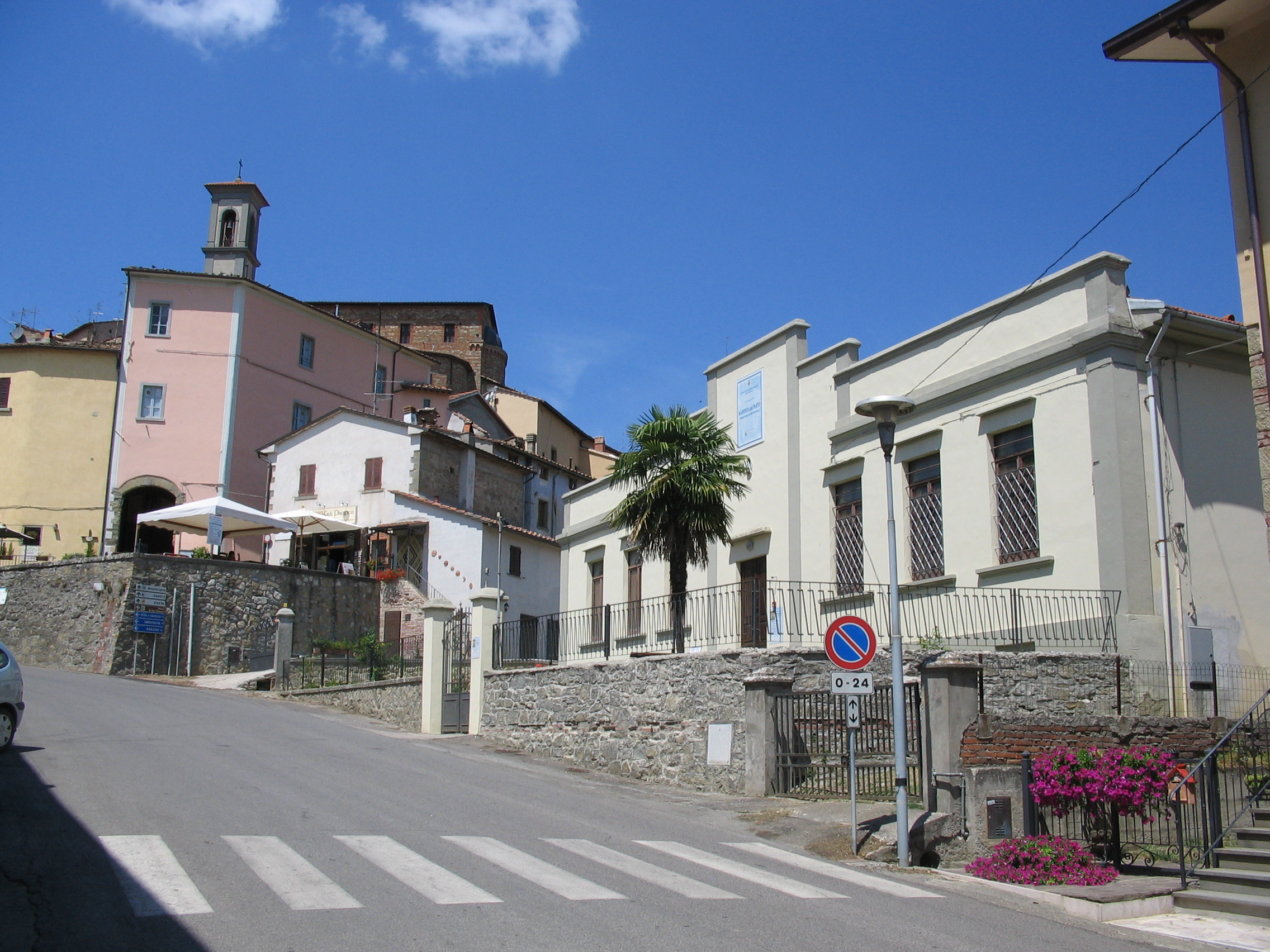
Het Museo della Madonna del parto in Monterchi

Uit het begin van de veertiende eeuw zijn afbeeldingen van de zwangere Maria bekend, onder meer van Taddeo Gaddi, Bernardo Daddi en Nardo di Cione. Maria staat daarbij alleen, met een gesloten boek op haar buik, een verwijzing naar het belichaamd Woord.
Anders dan in deze middeleeuwse schilderijen heeft de Madonna van Piero della Francesca boeken noch koninklijke attributen. Zij is afgebeeld met haar hand in haar zij ter ondersteuning van haar buik. Aan haar zijde houden twee engelen (exacte spiegelbeelden, door gebruik van hetzelfde karton) een tent open, die versierd is met granaatappelen, een symbool van het lijden van Christus en tevens een symbool van vruchtbaarheid. Het bovenste deel van het fresco is verloren gegaan.